# William John Fitzpatrick
William John Fitzpatrick, född den 31 augusti 1830 i Dublin, död där den 24 december 1895, var en irländsk skriftställare.
Fitzpatrick uppfostrades vid det romersk-katolska kollegiet i Clongowes Wood och blev 1876 professor i historia vid Royal Hibernian Academy i Dublin. Fitzpatrick författade en mängd biografiska arbeten, mest behandlande ämnen ur Irlands historia under senare delen av 1700-talet, stilistiskt tämligen klena, men utmärkta av stor förmåga att utreda sammanhanget i hemlighetsfulla och ofullständigt kända händelser. Misslyckat var hans försök att frånkänna Walter Scott författarskapet till en stor del av Waverley-seriens romaner, vilka enligt hans hypotes i stället skulle ha skrivits av dennes broder Thomas Scott (Who wrote the Waverley novels?, 1856). I två mycket uppmärksammade arbeten behandlade Fitzpatrick historien om rebellen lord Edward FitzGeralds fängslande: Lord Edward Fitzgerald or notes on the Cornwallis papers (1859) och "The sham squire" and the informers of 1798 (1866). Bäst är Fitzpatricks Daniel O'Connell, the liberator: his letters and correspondence: with notices of his life and times (2 band, 1888), vilket arbete belönades med en hög påvlig orden och hedersdoktorsvärdighet vid Dublins universitet. Bland Fitzpatricks övriga skrifter märks Lady Morgan: her career, literary and personal (1860), Ireland before the union, with the unpublished diary of John Scott, earl of Clonmel, 1774-1798 (1867, 5:e upplagan 1869) samt The secret service under Pitt (1892; 2:a upplagan 1893).